# 老奥利弗·温德尔·霍姆斯

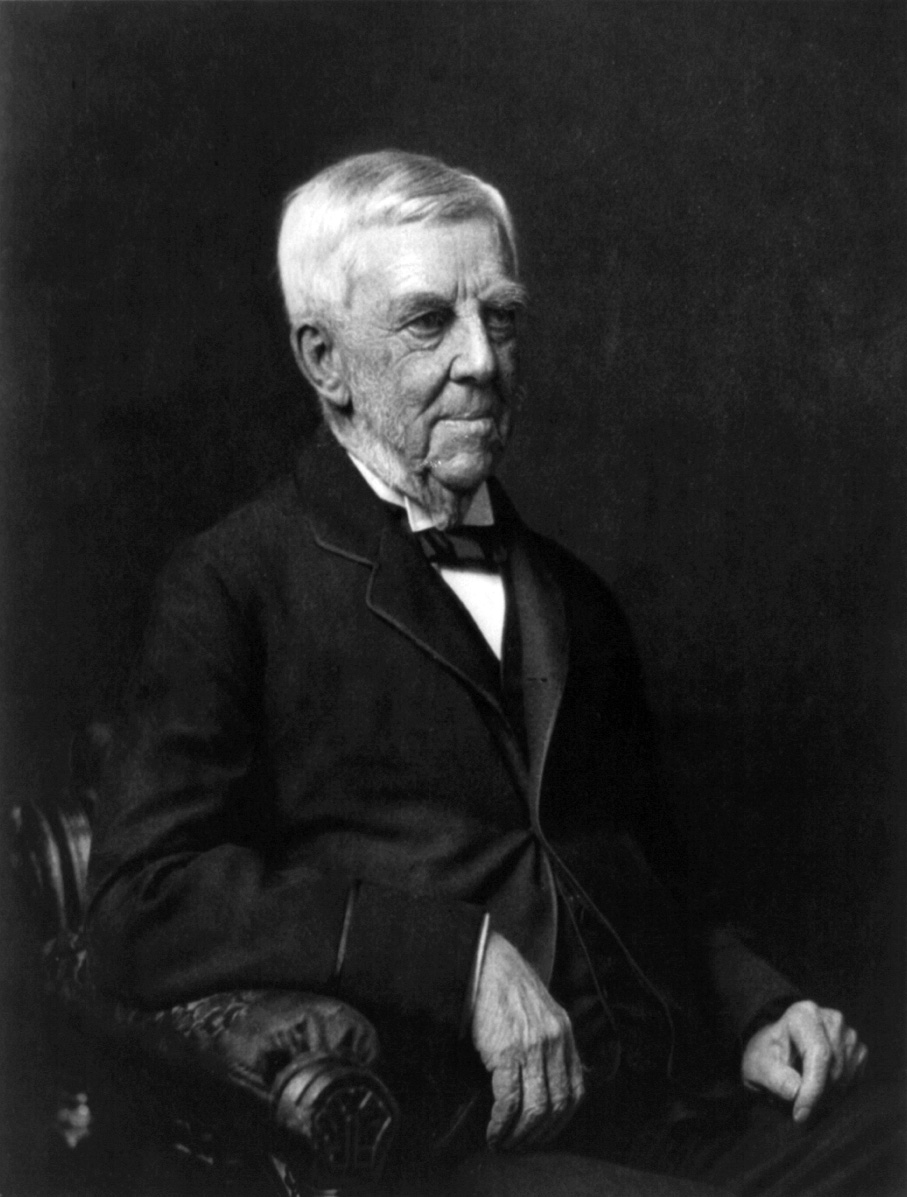
老奥利弗·温德尔·霍姆斯

老奥利弗·温德尔·霍姆斯（Oliver Wendell Holmes, Sr.，1809年8月29日—1894年10月7日）是美国医生, 著名作家，被誉为美国19世纪最佳诗人之一。他的儿子是美国著名法学家小奥利弗·温德尔·霍姆斯。

## 生平
1809年，老霍姆斯生于美国马萨诸塞州的坎布里奇。他于1829毕业于哈佛大学。
他曾在著名的巴黎医学院学习，于1836年被哈佛医学院授予医学博士学位，后曾担任哈佛医学院教授和院长。